# Rasmus Quist
Rasmus Nicolai Quist Hansen (Middelfart, 5 de abril de 1980) es un deportista danés que compitió en remo.
Participó en cuatro Juegos Olímpicos de Verano, entre los años 2004 y 2016, obteniendo dos medallas, bronce en Pekín 2008 y oro en Londres 2012, en la prueba de doble scull ligero, y el cuarto lugar en Atenas 2004, en la misma prueba.
Ganó cinco medallas en el Campeonato Mundial de Remo entre los años 2002 y 2009.

## Palmarés internacional
| Juegos Olímpicos   | Juegos Olímpicos      | Juegos Olímpicos  | Juegos Olímpicos    |
| Año                | Lugar                 | Medalla           | Prueba              |
| ------------------ | --------------------- | ----------------- | ------------------- |
| 2008               | Pekín (China)         | Medalla de bronce | Doble scull ligero  |
| 2012               | Londres (Reino Unido) | Medalla de oro    | Doble scull ligero  |
| Campeonato Mundial |                       |                   |                     |
| Año                | Lugar                 | Medalla           | Prueba              |
| 2002               | Sevilla (España)      | Medalla de bronce | Doble scull ligero  |
| 2005               | Kaizu (Japón)         | Medalla de plata  | Doble scull ligero  |
| 2006               | Eton (Reino Unido)    | Medalla de oro    | Doble scull ligero  |
| 2007               | Múnich (Alemania)     | Medalla de oro    | Doble scull ligero  |
| 2009               | Poznań (Polonia)      | Medalla de bronce | Cuatro scull ligero |